# بارنفلت
بارنفلت (به آلمانی: Bahrenfleth) یک شهر در آلمان است که در اشتاینبورگ واقع شده‌است.
 بارنفلت  ۶۰۸ نفر جمعیت دارد.